# 数字媒体艺术
数字媒体艺术是一个跨自然科学、社会科学和人文科学的综合性学科，集中体现了“科学、艺术和人文”的理念。这一术语中的数字反映其科技基础，媒体强调其立足于传媒行业，艺术则明确其所针对的是艺术作品创作和数字产品的艺术设计等应用领域。
该领域目前属于交叉学科领域，涉及电影后期特效、数字游戏设计、造型艺术、艺术设计、交互设计、计算机语言、计算机图形学、信息与通信技术等方面的知识。